# Mikhail Petrovich Frinovsky
Mikhail Petrovich Frinovsky (tiếng Nga: Михаи́л Петро́вич Фрино́вский; 26 tháng 1 [7 tháng 2] năm 1898 - 4 tháng 2 năm 1940) từng là một lãnh đạo cao cấp của NKVD trong những năm Đại thanh trừng. Ông cùng với cấp trên của mình Nikolay Yezhov, bị xem là phải chịu trách nhiệm cho những hoạt động bức hai trong Đại thanh trừng. mà trớ trêu thay, cả hai người cũng là nạn nhân của nó.

## Tiểu sử
Mikhail Petrovich Frinovsky sinh năm 1898, là một giáo viên tại làng Narovchat thuộc Tỉnh Penza của Đế quốc Nga, người dân tộc Nga. Trước Thế chiến thứ nhất, ông học ở một trường tôn giáo. Vào tháng 1 năm 1916, Frinovsky tình nguyện gia nhập quân đội. Ông phục vụ như một trung sĩ kỵ binh cho đến khi ông bị loại ngũ vào tháng 8 cùng năm. Ông gia nhập một nhóm vô chính phủ và tham gia vụ ám sát Thiếu tướng M. A Bem năm 1917.
Tháng 3 năm 1917, Frinovsky bắt đầu làm kế toán tại Moskva. Tháng 9, ông tình nguyện gia nhập lực lượng Cận vệ đỏ. Đơn vị dưới quyền chỉ huy của ông đã tham gia vào trận tấn công điện Kremli, trong đó Frinovsky bị thương nặng.
Giữa tháng 3 và tháng 7 năm 1918, Frinovsky một lần nữa trở lại cuộc sống dân sự và làm việc với tư cách là phó quản trị viên của Phòng khám Hodynskaya. Vào tháng 7 năm 1918, ông gia nhập Đảng Bolshevik và làm quân tình nguyện cho Hồng quân. Frinovsky được cử làm chính ủy của một đơn vị chiến đấu và cũng là lãnh đạo Bộ phận đặc biệt (giám sát viên chính trị và đại diện của cảnh sát bí mật, ChK) của Tập đoàn quân kỵ binh 1.
Năm 1919, Frinovsky được chuyển sang công tác tại VChK. Cuối năm đó, ông trở thành phó ban Bộ phận đặc biệt cho ChK Moskva. Trên cương vị này, ông đã tham gia vào nhiều hoạt động quan trọng nhất cho sự sống còn của chế độ bolshevik, bao gồm các hoạt động chống lại những người vô chính phủ, cũng như tiêu diệt các dân quân vô chính phủ và phiến quân ở Ukraina.
Từ tháng 12 năm 1919 đến tháng 4 năm 1920, Frinovsky phục vụ trong Bộ phận Đặc biệt cho Mặt trận phía Nam. Năm 1920, ông được chuyển đến Mặt trận Tây Nam, nơi ông giữ chức vụ Trưởng phòng đặc biệt, và làm Phó trưởng phòng đặc biệt của Tập đoàn quân kỵ binh 1. Trong khoảng thời gian 1921-1922, ông là Phó chánh văn phòng ChK Ucraina.
Từ năm 1922 đến 1923, Frinovsky đứng đầu bộ phận hành chính của GPU Kiev. Từ ngày 23 tháng 6, ông cũng là người đứng đầu OGPU của vùng Đông Nam Liên Xô. Tháng 11 năm 1923, Mikhail Frinovsky đã được chuyển đến miền Bắc Kavkaz và làm chỉ huy Bộ phận đặc biệt của khu vực. Vào tháng 1 năm 1926, ông trở thành người đứng đầu lực lượng GPU.
Tháng 7 năm 1927, Frinovsky một lần nữa được chuyển đến Moskva, lần này là phụ tá cho chỉ huy của Bộ phận đặc biệt trong khu vực. Năm 1927, ông hoàn thành các khóa học cấp cao tại Học viện quân sự Frunze. Từ ngày 28 tháng 11 năm 1928, cho đến ngày 1 tháng 9 năm 1930, ông là Chính ủy của sư đoàn Lực lượng Đặc biệt được giao cho Đại học Dzerjinsky của OGPU USSR.
Ngày 1 tháng 9 năm 1930, Mikhail Frinovsky được thăng chức và trở thành chủ tịch GPU của Azerbaijan. Tháng 4 năm 1933, một lần nữa ông được thăng chức và trở thành chỉ huy của Bộ đội Biên phòng OGPU. Vào ngày 10 tháng 7 năm 1934, Frinovsky trở thành người đứng đầu Bộ đội Biên phòng và Nội bộ cho NKVD.

## Đại thanh trừng
Frinovsky là một trong những người hưởng lợi chính của cuộc thanh trừng đầu tiên của NKVD sau khi sa thải người đứng đầu của nó, Genrikh Yagoda. Ông có vài va chạm với Yagoda, nhưng lại có mối quan hệ tốt với Nikolay Yezhov, người kế nhiệm Yagoda. Ngày 16 tháng 10 năm 1936, Frinovsky được bổ nhiệm làm Phó Chủ tịch của NKVD, khiến ông trở thành người thứ ba về thâm niên trong bộ máy an ninh khi bắt đầu cuộc thanh trừng lớn. Vào ngày 15 tháng 4 năm 1937, ông được thăng chức Phó Chủ tịch thứ nhất của NKVD, và là người đứng đầu Tổng cục An ninh Nhà nước. Giữ vị trí lãnh đạo thứ hai sau Yezhov, ông chịu trách nhiệm thẩm vấn Yagoda, trong đó Stalin có lợi ích cá nhân. Ông đã chịu trách nhiệm chung với Yezhov trong việc đưa ra hạn ngạch bắt giữ được yêu cầu ở mỗi phần của Liên Xô, và trong việc lập ra danh sách 383 được đệ trình để Stalin chấp thuận, trong đó có 44.000 tên của những người bị bắt, trong đó 39.000 tên để được thực thi. Ông đã lãnh đạo đội ngũ sĩ quan cao cấp của NKVD, người đã xuống Kiev vào ngày 7 tháng 6 năm 1937, để tạo điều kiện cho việc bắt giữ người đứng đầu gần nhất của Ukraina NKVD, Vsevolod Balitsky, và các sĩ quan Hồng quân bị nghi ngờ có liên hệ quá chặt chẽ với chỉ huy cũ của họ, Iona Yakir. Ngày 17 tháng 2 năm 1938, ông giám sát vụ sát hại người đứng đầu Ban Ngoại vụ NKVD, Abram Slutsky, người bị nhiễm chloroform và tiêm chất độc gây chết người trong văn phòng của Frinovsky. Ngày 28 tháng 4 năm 1938, ông đã ký lệnh bắt giữ nhà thơ Osip Mandelstam, người đã chết trong trại gulag. Ngày 17 tháng 6 năm 1938, ông đến Khabarovsk, ở Viễn Đông, trong một chuyến tàu đặc biệt chở một đội ngũ lớn các sĩ quan NKVD, để giám sát các vụ bắt giữ hàng loạt nhân viên quân sự và an ninh ở Viễn Đông, bao gồm 16 quan chức cấp cao của NKVD, và chỉ huy của Binh đoàn Viễn Đông, Nguyên soái Vasily Blyukher.
Ngày 8 tháng 9 năm 1938, Frinovsky được Stalin bổ nhiệm làm Ủy viên nhân dân Hải quân, một sự thăng tiến rõ ràng trên danh nghĩa. Người thay thế ông làm Phó chủ tịch thứ nhất của NKVD sẽ là Lavrenti Beria. Ngày 14 tháng 9 năm 1938, ông được phong cấp bậc Tư lệnh Tập đoàn quân bậc 1, cấp bậc quân sự cao cấp thứ hai của Liên Xô, chỉ sau cấp bậc Nguyên soái Liên Xô. Trên thực tế, đây chính là một động thái tước đi vây cánh của Yezhov. Tại đại hội đảng vào tháng 3 năm 1939, ông không được bầu vào Ban Chấp hành Trung ương. Ông viết thư cho Stalin vào ngày 16 tháng 3, xin được miễn nhiệm vì ông không biết gì về việc điều hành hải quân, nhưng ông vẫn ở trên cương vị này, ít nhất là trên danh nghĩa, cho đến khi bị bắt vào ngày 6 tháng 4 năm 1939.
Ngày 12 tháng 4, vợ ông, Nina và con trai Oleg cũng bị bắt. Cả ba người đều được đưa vào danh sách 346 người Beria nộp cho Stalin vào ngày 16 tháng 1 năm 1940, với một khuyến nghị rằng tất cả họ đều bị bắn. Yezhov và nhà văn Isaac Babel nằm trong danh sách xử tử. Oleg Frinovsky, 17 tuổi, bị xử tử vào ngày 21 tháng 1 và Nina Frinovskaya vào ngày 3 tháng 2. Một thủ tục tiêu chuẩn mà những người bị lên án điều được chụp ảnh trước khi bị xử tử: những bức ảnh cuối cùng của vợ và con trai của Frinovsky do David King chụp, với ghi chú Công dân bình thường.  Mikhail Frinovsky bị bắn vào ngày 4 tháng 2.